# 14.000-TEU-Saver-Design
Die Schiffe des 14.000-TEU-Saver-Design, auch Yang Ming W-Klasse, zählen zu den ULCS-Containerschiffen.

## Geschichte
Die Baureihe wurde im Januar 2013 von der taiwanischen Reederei Seaspan Corporation in Auftrag gegeben und ab 2014 von der südkoreanischen Werft Hyundai Samho Heavy Industries Company und der taiwanischen Werft CSBC gebaut. Eingesetzt werden die Schiffe unter dem Namen der Reederei Yang Ming, bei der die Schiffe jeweils für zehn Jahre in einer Langzeitcharter eingesetzt werden. Das erste abgelieferte Schiff der 15 zu bauenden Einheiten war die 2015 in Fahrt gesetzte YM Wish. Eingesetzt werden die Schiffe auf der Europa-Fernostroute.

## Technik

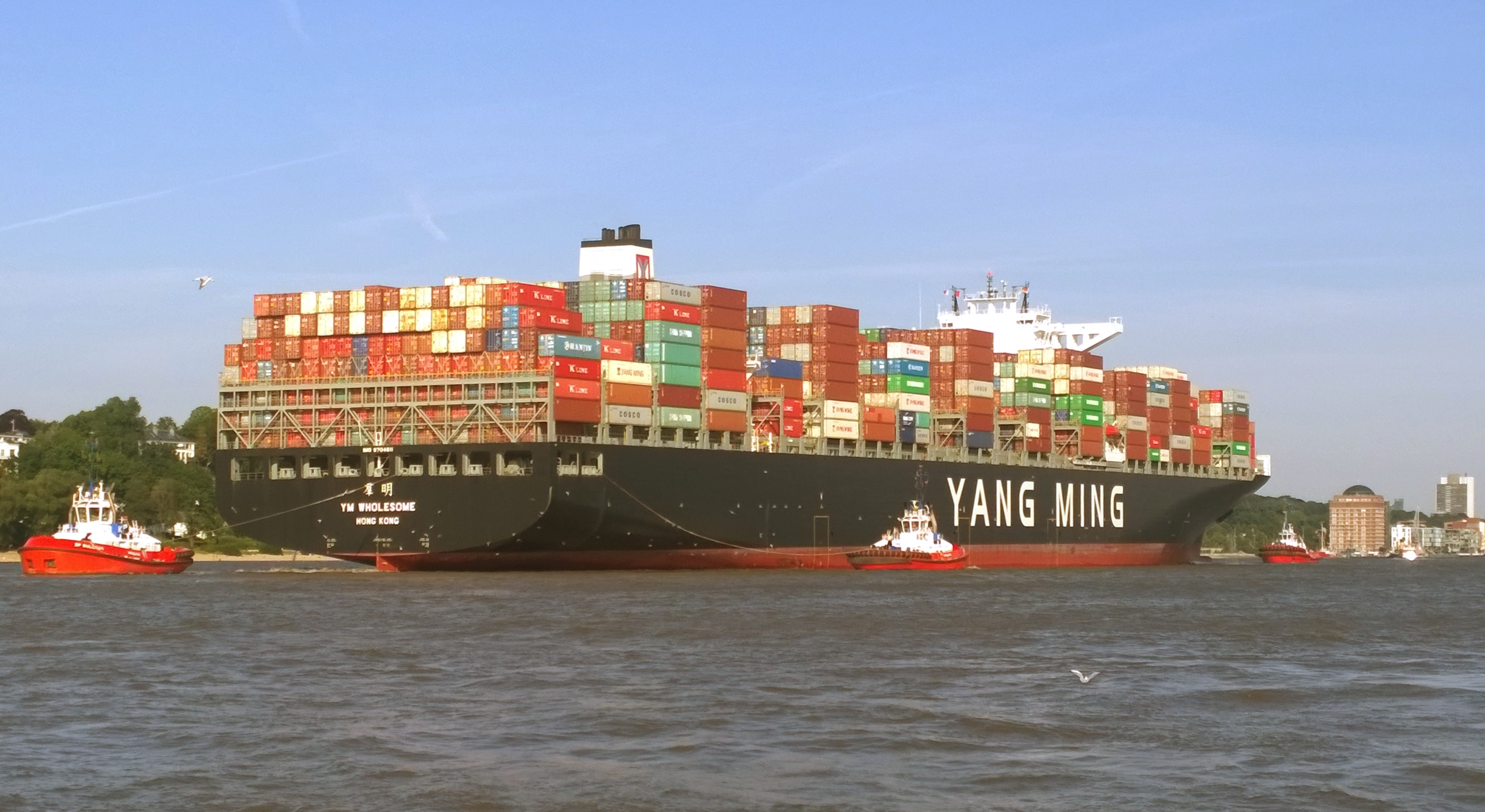
Heckansicht der YM Wholesome

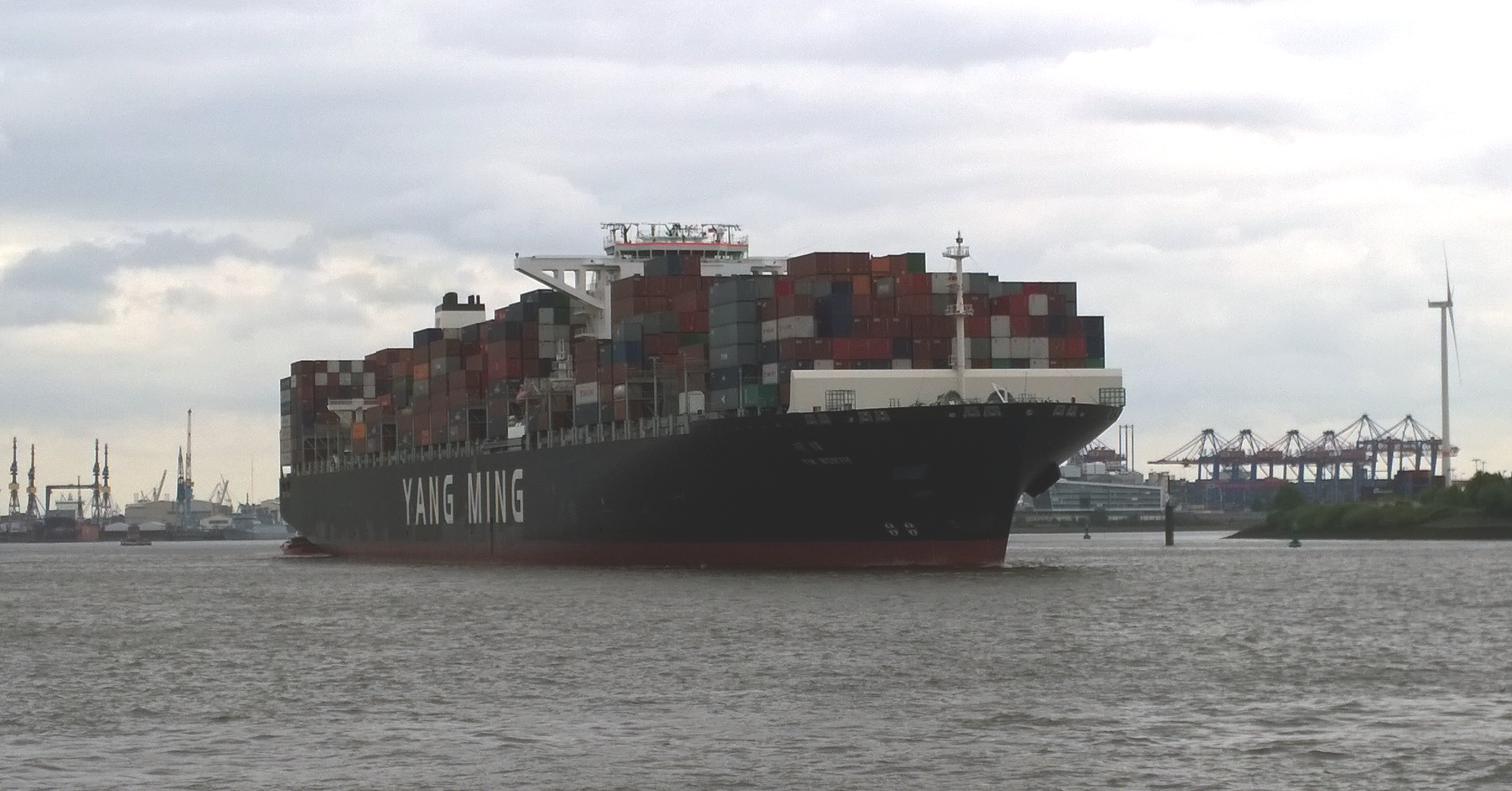
YM Wind ausgehend Hamburg

Die Doppelhüllenschiffe zählen zur Gruppe der ULCS-Containerschiffe. Wie bei nahezu allen ULCS-Entwürfen ist das Deckshaus weit vorne angeordnet, was einen verbesserten Sichtstrahl und somit höhere vordere Decksbeladung ermöglicht. Unterhalb des Aufbaus sind unter anderem die Bunkertanks angeordnet, um die geltenden MARPOL-Vorschriften zu erfüllen. Die Antriebsanlage mit dem Zweitakt-Diesel-Hauptmotor ist weit achtern angeordnet. Zur Verbesserung der Manövriereigenschaften sind Querstrahlruder im Bug und Heck angeordnet. Die Laderäume der Schiffe werden mit Pontonlukendeckeln verschlossen. Die Schiffe haben eine maximale Containerkapazität von rund 14.000 TEU, bei einem durchschnittlichen Containergewicht von vierzehn Tonnen verringert sich die Kapazität. Weiterhin sind Anschlüsse für Integral-Kühlcontainer vorhanden.

## Die Schiffe (Auswahl)
| 14.000-TEU-Saver-Design | 14.000-TEU-Saver-Design | 14.000-TEU-Saver-Design | 14.000-TEU-Saver-Design | 14.000-TEU-Saver-Design    |
| Bauname                 | Bauwerft Baunummer      | IMO- Nummer             | Ablieferung             | Umbenennungen und Verbleib |
| ----------------------- | ----------------------- | ----------------------- | ----------------------- | -------------------------- |
| YM Wish                 | Hyundai/2638            | 9684641                 | 1. April 2015           | -                          |
| YM World                | Hyundai/2639            | 9684653                 | 10. April 2015          | -                          |
| YM Wellhead             | Hyundai/2640            | 9684665                 | 17. April 2015          | -                          |
| YM Wondrous             | Hyundai/2641            | 9684677                 | 24. Mai 2015            | -                          |
| YM Winner               | Hyundai/2642            | 9684689                 | 5. Juni 2015            | -                          |
| YM Witness              | Hyundai/2643            | 9704609                 | 29. Juni 2015           | -                          |
| YM Wholesome            | Hyundai/2644            | 9704611                 | 20. Juli 2015           | -                          |
| YM Wellness             | Hyundai/2645            | 9704623                 | 17. August 2015         | -                          |
| YM Worth                | Hyundai/2646            | 9704635                 | 14. September 2015      | -                          |
| YM Warmth               | Hyundai/2647            | 9704647                 | 8. Oktober 2015         | -                          |
| YM Window               | CSBC Kaohsiung/1036     | 9708435                 | 6. Mai 2016             | -                          |
| YM Width                | CSBC Kaohsiung/1037     | 9708447                 | 27. Mai 2016            | -                          |
| YM Welcome              | CSBC Kaohsiung/1038     | 9708459                 | 12. August 2016         | -                          |
| YM Wind                 | CSBC Kaohsiung/1039     | 9708461                 | 9. Dezember 2016        | -                          |
| YM Wreath               | CSBC Kaohsiung/1040     | 9708473                 | 26. Juni 2017           | -                          |
| Daten: Equasis          |                         |                         |                         |                            |